# Art Baker
Arthur Shank, dit Art Baker, est un acteur américain, né le 7 janvier 1898 à New York (États-Unis), mort le 26 août 1966 à Los Angeles (Californie).

## Filmographie
- 1937 : Artists & Models de Raoul Walsh : Second Announcer
- 1937 : Stand-In de Tay Garnett : Director of Photography
- 1938 : Torchy Blane in Panama : Assistant Bank Manager
- 1938 : Prairie Moon (en) de Ralph Staub : Judge Arthur Dean
- 1938 : La Femme aux cigarettes blondes (Trade Winds) de Tay Garnett : Voice of Police Announcer
- 1940 : Le Poignard mystérieux (Slightly Honorable) de Tay Garnett : Radio Announcer
- 1943 : L'Étoile du Nord (The North Star) de Lewis Milestone : Radio voice
- 1944 : Révolte dans la vallée (Roaring Guns) : Narrateur (voix)
- 1944 : Wells Fargo Days : Narrator (voix)
- 1944 : Once Upon a Time d'Alexander Hall : Gabriel Heatter
- 1944 : Trial by Trigger de William C. McGann : Narrator (voix)
- 1945 : La Maison du docteur Edwardes (Spellbound) d'Alfred Hitchcock : Det. Lt. Cooley
- 1946 : Abie's Irish Rose d'Alfred Hitchcock : Rabbi Jacob Samuels
- 1947 : Au carrefour du siècle (The Beginning or the End) de Norman Taurog : President Harry S. Truman
- 1947 : Ma femme est un grand homme (The Farmer's Daughter) de H. C. Potter : Anders Finley
- 1947 : Dark Delusion (en) de Willis Goldbeck : Dr Sanford Burson
- 1947 : Femme ou Maîtresse (Daisy Kenyon) d'Otto Preminger : Lucille's Attorney
- 1948 : Le Retour (Homecoming) de Mervyn LeRoy : Williams, Reporter on Transport Ship
- 1948 : L'Enjeu (State of the Union) de Frank Capra : Radio Announcer
- 1948 : La Rivière d'argent (Silver River) de Raoul Walsh : Major Wilson
- 1948 : La Ville empoisonnée (The Walls of Jericho) de John M. Stahl : Peddigrew
- 1948 : Mon héros (A Southern Yankee) de Edward Sedgwick : Col. Clifford M. Baker
- 1948 : La Grande Menace (Walk a Crooked Mile) de Gordon Douglas : Dr Frederick Townsend
- 1948 : The Decision of Christopher Blake de Peter Godfrey : Mr. Kurlick
- 1949 : It's Your Health : Dr Hendricks
- 1949 : L'Indésirable monsieur Donovan (Cover Up) d'Alfred E. Green : Stu Weatherby
- 1949 : Impact d'Arthur Lubin : Eldridge (defense attorney)
- 1949 : Night Unto Night de Don Siegel : Dr Poole
- 1949 : Take One False Step (en) de Chester Erskine : Dr Henry Pritchard
- 1949 : Massacre River : Col. James Reid
- 1949 : Any Number Can Play de Mervyn LeRoy : Mr. Reardon
- 1949 : Horizons en flammes (Task Force) de Delmer Daves : Sen. Vincent
- 1949 : La Vie facile (Easy Living) de Jacques Tourneur : Howard Vollmer
- 1950 : Corruption (The Underworld Story) de Cy Endfield : Lt. Tilton, state trooper
- 1950 : Hot Rod de Lewis D. Collins : Judge Langham
- 1950 : The Du Pont Story de Wilhelm Thiele
- 1950 : You Asked for It (série TV) : Host (1950-1958)
- 1951 : La Belle du Montana (Belle Le Grand) d'Allan Dwan : Defense Attorney
- 1951 : Jour de terreur (Cause for Alarm!) de Tay Garnett : Post Office Superintendent
- 1951 : Fort Invincible (Only the Valiant) de Gordon Douglas : Capt. Jennings
- 1951 : Si l'on mariait papa (Here Comes the Groom) de Frank Capra : Radio announcer
- 1954 : C'est pas une vie, Jerry (Living It Up) de Norman Taurog : Radio Announcer
- 1960 : Twelve Hours to Kill (en) d'Edward L. Cahn : Capt. Johns
- 1961 : Swingin' Along (en) de Charles Barton : Television Announcer
- 1961 : Le Sous-marin de l'apocalypse (Voyage to the Bottom of the Sea) d'Irwin Allen : UN commentator
- 1965 : Young Dillinger (en) de Terry O. Morse : Warden
- 1966 : Les Anges sauvages (The Wild Angels) de Roger Corman : Thomas